# (379) Huenna
(379) Huenna est un astéroïde de la ceinture principale.

## Description
(379) Huenna est un astéroïde de la ceinture principale découvert par Auguste Charlois le 8 janvier 1894 à Nice.
(379) Huenna a une lune astéroïdale non-nommée, mais désignée comme étant S/2003 (379) 1.

## Nom
L'astéroïde est nommé en référence à la forme latine Huenna de Huenne, nom donné dans le Grand vocabulaire français (1773) à Hven, aujourd'hui Ven, île située dans le détroit de l'Øresund entre le Danemark et la Suède, donnée par le roi Frédéric II en 1576 à Tycho Brahe pour ses observatoires Uraniborg et Stjerneborg.
L'île est aussi honorée par les astéroïdes (499) Venusia et (1678) Hveen.